# 12151 Oranje-Nassau
12151 Oranje-Nassau è un asteroide della fascia principale. Scoperto nel 1971, presenta un'orbita caratterizzata da un semiasse maggiore pari a 2,4279257 UA e da un'eccentricità di 0,1422023, inclinata di 1,46016° rispetto all'eclittica.